# ソマリ語
ソマリ語（ソマリご、ソマリ語：af Soomaali）は、アフロ・アジア語族のクシ諸語に属するソマリ族の言語。
ソマリ族の主な居住地であるアフリカ東部の「アフリカの角」、すなわちソマリア、ソマリランド、エチオピアのソマリ州、ジブチ、ケニア北東部で話される。しかしソマリア内戦により話者が世界中に離散したため、正確な話者数は不明である。移民を含めて1500万から2100万人いると推計される。
文法的には膠着語に分類される。また主題優勢言語にも数えられ（ただし動詞の人称変化がある）、日本語の「は」に相当する主題指示語“baa”“ayaa”“waxaa”が用いられる。

## 話者数
ソマリ語の正確な話者数はよく分からない。ソマリア国内に778万人おり、全世界で1265万人いるとする報告がある。一方、オランダのユトレヒト大学の調査によると、ソマリ族の推定人口は1000万人から1500万人である。ソマリア国外の話者の推計は難しいが、それを合わせると1000万人から1600万人程度と思われる。

## ソマリ語を公用語とする国・地域
ソマリ語はバーレ大統領時期の1972年にソマリアの公用語と定められ、標準ソマリ語（Standard Somali）が定められ、ラテン文字表記法が決められた。1990年代にソマリア内戦が始まると、国内にソマリランドやプントランドなどの事実上の独立地域が作られたが、そこでの公用語もソマリ語とされている。
- ソマリア
- ソマリランド
- エチオピアのソマリ州

## 地理的分布
ソマリ語はソマリア、ジブチ、エチオピア、イエメン、ケニアに住むソマリ族および祖国を離れて住むソマリ族が使っている。

### 方言

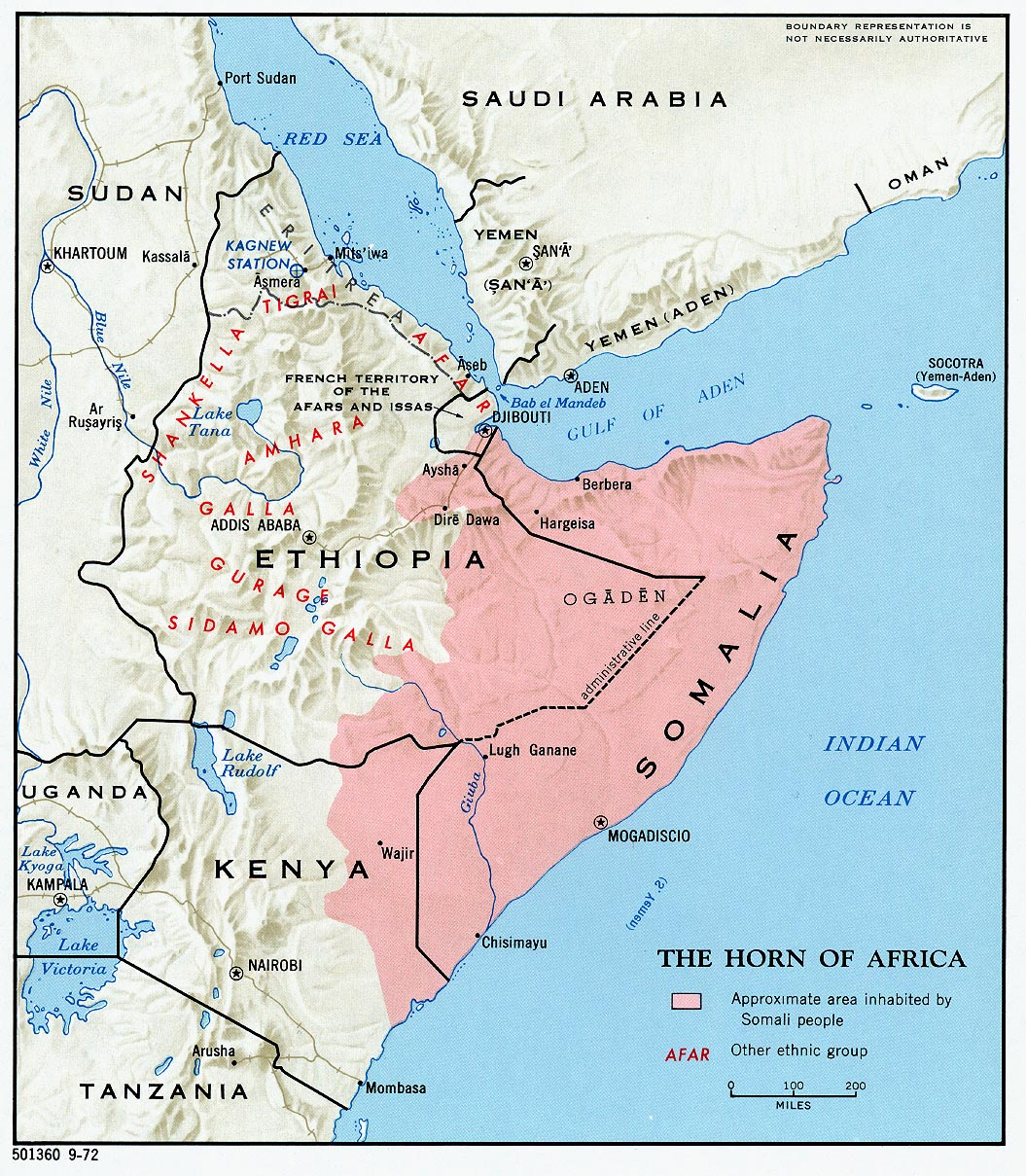
ソマリ族の分布

ソマリ語の方言は大きく分けて3つある。北部方言、ベナーディル方言（Benaadir）、マーイ方言（Maay）である。北部ソマリ語（北中部ソマリ語とも）は、標準ソマリ語の元にされた言語である。ベナーディル方言（沿岸ソマリ語）はベナディル海岸（Benadir Coast）のカダレ（Cadale）からメルカのあたりで使われており、首都モガディシュや、海岸から少し離れたところでも使われている。標準ソマリ語にはベナーディル方言の要素も取り入れられている。
マーイ方言はソマリア南部に住むラハンウェイン氏族 (Rahanweyn) の支族ディジル氏族 (Digil) やミリフレ氏族 (Mirifle) の方言であるが、かなり特殊である。最近の調査によると、マーイ方言は他の大多数のソマリ族には理解できないものであった。マーイ方言の特徴は、いくつかの子音が無いことである。標準語で/ɖ/の音がマーイ方言では/r/になることが多い。
マーイ方言以外にも、ジーボ方言(Jiido)、ダバレ方言(Dabare)、ガッレ方言(Garre)、中央ツーニ方言(Central Tunni)などはソマリ語方言として標準語とかなりの差がある。特にジーボ方言は特殊性が高い。

## 母音と子音
ソマリ語には22の音素があるが、国際音声記号で言う喉頭蓋音だけは無い。基本の母音は5つであり、それぞれの母音に舌の前後（前方舌根性）、音の長短があるのでそれぞれを別の音と数えると20になる。また、声調にも高い、低い、下がるの3種がある。

## 文法
ソマリ語は膠着語のひとつである。語形変化も多く、名詞に性がある。他の言語との大きな違いは、人称変化の種類に富み、対象や状況によってさまざまに変化することである。名詞の性も、単数と複数とで変化する場合がある。

## 語彙
ソマリ語には借用語が多く、古くはアラビア語やペルシア語から借用しており、近年では旧宗主国の英語やイタリア語からの借用が多い。ソマリ族はイスラーム教スンナ派の信仰者がほとんどであり、アラビア語からの借用は特に多い。例えばソマリ語では扉を albaabka と言うが、これはアラビア語 الباب al bāb からの借用である。
また、標準ソマリ語が作られた際に、教育目的で、多くの新語が作られた。

## 表記法

### 概要

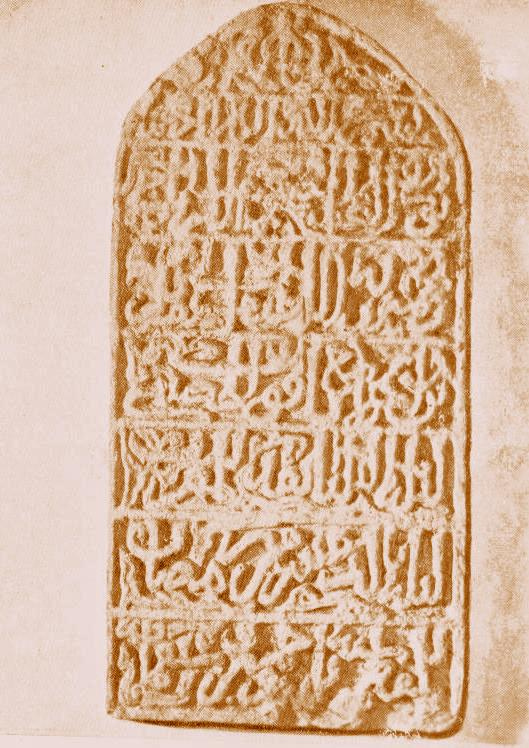
14世紀、アジューラーン王国時代のソマリ語とアラビア語が併記されたタブレット

元々ソマリ語にも独自の表記法があったが、それは長い間に失われ、近年では他言語の表記法が借用されている。もっとも広く使われているのがラテンアルファベットを使う方法であり、1972年10月にはバーレ政権が正式に採用を決定した。ラテンアルファベットを使う表記法では、p, v, z以外の全ての文字を使用する。正式な表記法の開発には言語学者のシャイア・ジャマ・アフメド (Shire Jama Ahmed) の貢献が大きいと考えられている。ダイアクリティカルマークのような追加の記号は、声門破裂音をアポストロフィで表す以外には使われない。また、二重音字はDH、KH、SHの3種がある。前舌母音と後舌母音の違いは表記上は区別されない。文の始めと固有名詞の1文字目は大文字が使われる。
この方法が採用されるまで、ソマリ語の表記をどのようにするのかの議論があった。議論は1960年から始まり、9年間続いた。表記法を考案するよう指名された言語学者は12人に上る。最終的に、シャイア・ジャマ・アフメドの案が採用された。シャイア・ジャマ・アフメドは自ら自身の考えた表記法の解説書Af Soomaaliを出版している。アフメドは、ラテンアルファベットはアラビア文字に比べてシステムが単純なこと、これまでにもソマリ語表記に使われてきたこと、ラテンアルファベットであればタイプライターなどいろいろな装置がそのまま使えることなどからこの方法が実用的であると提案した。
アフメドの記法が定着する前にも広く使われたソマリ語の表記法はあった。特にアラビア文字を使う方法はよく使われ、そのひとつにワダード記法 (Wadaad's writing) がある。20世紀になると、オスマン・ユスフ・ケナディッド (Osman Yusuf Kenadid) によるオスマニャ文字 (Osmanya script) 、シェイハ・アブドゥラハム・シャイハ・ヌール (Sheikh Abdurahman Sheikh Nuur) によるボラマ文字 (Borama script) 、フセイン・シェイハ・アフメド・カッダレ (Hussein Sheikh Ahmed Kaddare) によるカッダレ文字 (Kaddare script) などが考案された。

### 近年の歴史
イタリアやイギリスが来る前には、ソマリ族の教養人や宗教家たちは書き言葉としてアラビア語を用いるか、あるいはアラビア文字を使ってソマリ語を書いていた。20世紀初頭に反乱を起こしたサイイド・ムハンマド・アブドゥラー・ハッサンは多くの手紙を書いているが、これはアラビア語で書かれている。ソマリアにはマドラサ（イスラーム学校）が多いため、アラビア語を学んだソマリ族は多い。1940年に発見された墓銘にはアラビア文字を使ったソマリ語が書かれており、ウルドゥー語やペルシア語と共に長く使われてきたことが分かる。ただし、このような例はあまり見つかっておらず、その使用範囲に関しては不明である。
数あるソマリア語の表記体系を統一しようとする動きは1920年代からあった。標準ソマリ語は1972年10月10日にモガディシュのサッカースタジアムで公開された。また、ソマリ語の本格的な最初の辞書が1976年に出版された。Qaamuus kooban ee af Soomaali ah（ソマリ語小辞典）とQaamuuska Af-Soomaaliga（ソマリ語辞典）である。バーレ政権はこの表記法の理解を公務員の言語試験として課した。さらに、学生を農村に派遣してこの文字体系を教えさせる政策が取られたため、1978年までにはかなり普及した。ひとつの文字体系がこれほど急速に普及したのは世界でも珍しい。

## 読書案内
- L.E. Armstrong.  1964.  "The phonetic structure of Somali," Mitteilungen des Seminars für Orientalische Sprachen Berlin 37/3:116-161.
- C.R.V. Bell.  1953.  The Somali Language.  London:  Longmans, Green & Co.
- Jörg Berchem.  1991.  Referenzgrammatik des Somali.  Köln:  Omimee.
- G.R. Cardona.  1981.  "Profilo fonologico del somalo," Fonologia e lessico.  Ed. G.R. Cardona & F. Agostini.  Rome:  Dipartimento per la Cooperazione allo Sviluppo; Comitato Tecnico Linguistico per l'Università Nazionale Somala, Ministero degli Affari Esteri.  Volume 1, pages 3-26.
- Elena Z. Dobnova.  1990.  Sovremennyj somalijskij jazyk.  Moskva:  Nauka.
- Annarita Puglielli.  1997.  "Somali Phonology," Phonologies of Asia and Africa, Volume 1.  Ed. Alan S. Kaye.  Winona Lake:  Eisenbrauns.  Pages 521-535.